# 1997 HR9
1997 HR9 är en asteroid i huvudbältet som upptäcktes den 30 april 1997 av LINEAR i Socorro County, New Mexico.